# Червена вилямова
Червена вилямова е американски сорт круша, пъпкова мутация на Вилямова масловка.
Внесен е в България през 1960 г. от Полша. Външно плодовете му приличат на плодовете на Вилямовата масловка, но са с по добри вкусови качества.